# Carastelec
Carastelec (en hongrois Kárásztelek) est une commune roumaine du județ de Sălaj, dans la région historique de Transylvanie et dans la région de développement du Nord-ouest.

## Géographie
La commune de Carastelec est située dans l'ouest du județ, dans les collines de Toglaci, à 18 km à l'ouest de Șimleu Silvaniei et à 47 km au nord-ouest de Zalău, le chef-lieu du județ.
La municipalité est composée des deux villages suivants (population en 2002) :
- Carastelec (1 065), siège de la commune ;
- Dumuslău (98).

## Histoire
La première mention écrite de la commune date de 1241 sous le nom de Kalosztelek.
La commune, qui appartenait au royaume de Hongrie, faisait partie de la principauté de Transylvanie et elle en a donc suivi l'histoire.
Après le compromis de 1867 entre Autrichiens et Hongrois de l'empire d'Autriche, la principauté de Transylvanie disparaît et, en 1876, le royaume de Hongrie est partagé en comitats. Carastelec intègre le comitat de Szilágy (Szilágymegye).
À la fin de la Première Guerre mondiale, l'Empire austro-hongrois disparaît et la commune rejoint la Grande Roumanie.
En 1940, à la suite du Deuxième arbitrage de Vienne, elle est annexée par la Hongrie jusqu'en 1944. Elle réintègre la Roumanie après la Seconde Guerre mondiale.

## Politique
Le conseil municipal de Carastelec compte 9 sièges de conseillers municipaux. À l'issue des élections municipales de juin 2008, Francisc Ștefan Falavegi (UDMR) a été élu maire de la commune.
| Parti                                      | Nombre de conseillers |
| ------------------------------------------ | --------------------- |
| Union démocrate magyare de Roumanie (UDMR) | 6                     |
| Parti démocrate-libéral (PD-L)             | 2                     |
| Candidat indépendant                       | 1                     |

## Religions
En 2002, la composition religieuse de la commune était la suivante :
- Catholiques romains, 84,17 % ;
- Chrétiens orthodoxes, 9,28 % ;
- Pentecôtistes, 3,35 % ;
- Réformés, 2,75 %.

## Démographie
En 1910, à l'époque austro-hongroise, la commune comptait 306 Roumains (14,33 %) et 1 828 Hongrois (85,62 %).
En 1930, on dénombrait 423 Roumains (18,74 %), 1 783 Hongrois (79,00 %), 9 Juifs (0,40 %) et 34 Tsiganes (1,51 %).
En 1956, après la Seconde Guerre mondiale, 543 Roumains (18,05 %) côtoyaient 2 410 Hongrois (80,12 %).
En 2002, la commune comptait 107 Roumains (9,20 %), 1 048 Hongrois (90,11 %) et 8 Tsiganes (0,68 %). On comptait à cette date 526 ménages et 708 logements.
| 1850  | 1880  | 1900  | 1910  | 1920  | 1930  | 1941  | 1956  | 1966  |
| ----- | ----- | ----- | ----- | ----- | ----- | ----- | ----- | ----- |
| 1 522 | 1 564 | 1 980 | 2 135 | 2 097 | 2 257 | 2 554 | 3 008 | 2 468 |

| 1977  | 1992  | 2002  | 2007  | - | - | - | - | - |
| ----- | ----- | ----- | ----- | - | - | - | - | - |
| 2 134 | 1 387 | 1 163 | 1 061 | - | - | - | - | - |

## Économie
L'économie de la commune repose sur l'agriculture (céréales, vignes, vergers).